# Hans Zdražila
Hans Zdražila (* 3. října 1941 Velká Ostrava) je bývalý československý a český vzpěrač, olympijský vítěz z roku 1964.

## Osobní život
Během působení v Praze v Rudé Hvězdě, žil u rodičů své manželky Jarmily v pražské Bubenči. Byl zaměstnán ve vozovém parku Ministerstva vnitra v Radlicích jako automechanik. Manželka ho oslovovala "Jendo". V roce 1964 bylo manželství bezdětné.
Narození potomka očekával v únoru 1966. Po narození dcery Pavlíny se s manželkou přestěhoval do Ostravy. V roce 1967 dostal výuční list v oboru automechanik. Pracoval jako mechanik v OKD Bastro (Báňské strojírny n.p.) v Radvanicích. Později na šachtě.
Na jeho osobní život měla silný vliv jeho maminka.
Byl silný kuřák, kouřil i během závodu mezi jednotlivými pokusy. Cigareta mu pomáhala se uklidnit.
Měl slabost pro dobrou kuchyni. V olympijské výpravě měl pověst největšího jedlíka.
Jeho zálibou je rybaření.

## Sportovní kariéra
V mládí se věnoval atletice – sprintům a skokům a když dostal z kraje roku 1955 kolo i cyklistice. Jeho další sportovní směrování však ovlivnil dokument z olympijských her v Melbourne v roce 1956, kde viděl poprvé v akci vzpěrače. Zidealizoval si především Tommyho Kona ze Spojených států. Učil se valcířem ve Vítkovických železárnách a navykl si práci s těžkými plechy a profily různých tvarů. S kamarádem Mirkem Drozdem si vyrobili činku, se kterou zkoušeli poprvé vzpírat. V březnu 1957 se dostal do sokolovny v Moravské Ostravě, kde byla vzpírárna Baníku Ostrava. Neměl ideální parametry vzpěrače. Byl útlý v hrudi a měl dlouhé tenké paže. Trenéra otce Konvičku však zaujaly jeho od přírody silné nohy a proto mu dal šanci. V roce 1959 poprvé překonal v trojboji 300 kg a ke konci roku se zlepšil ve své váhové kategorii na 375 kg.
V květnu 1960 poprvé zvítězil na mistrovství republiky mužů a dostal pozvánku do reprezentace vedené Václavem Peterkou. V červenci 1960 poprvé v soutěži družstev Československo vs. Polsko. Trenérovi však zatajil bolest v pravém koleni, aby ho náhodou nevyřadil. V kategorii do 75 kg utrpěl při trhu zranění kolene a přišel o možnost bojovat o nominaci na olympijské hry v Římě. Zranění menisku a vazů v koleni se ukázalo jako vážnější a k vrcholové přípravě za vrátil až po půl roce. Mezitím ještě v roce 1960 dostal povolávací rozkaz do Prahy do sportovní roty při oddílu Rudá Hvězda. V Rudé Hvězdě v budově karlínské sokolovny se připravoval pod vedením Pavla Zradičky. V Praze si našel vážný vztah a po skončení povinné vojenské služby v roce 1962 se rozhodl v Rudé Hvězdě zůstat. Ještě v roce 1961 několikrát překonal vlastní československý rekord, na zářijové mistrovství světa a Evropy do Vídně ho však trenér Peterka nevzal. S Peterkou měl rozpory ve způsobu trénování. Peterka jako tehdy každý reprezentační trenér vyžadoval dochvilnost, správnou životosprávu, trénink podle rozvrhu pro všechny členy reprezentace stejný. Zdražila si rád trénink určoval sám. Do vzpírárny chodil cvičit, kdy uznal za vhodné a to byl kámen úrazu se všemi jeho pozdějšími trenéry. Tolerována, ale také už tehdy kritizovaná byla u sportovců závislost na nikotinu.
V roce 1962 pokračoval v překonávání vlastních československých rekordů, dařilo se mu i pravidelně shazovat do své silnější kategorie do 75 kg. Start na svém prvním mistrovství světa a Evropy v maďarské Budapešti si již ujít nenechal. Po tahu tradičně na své soupeře ztrácel, výborným trhem a nadhozem však ztrátu na první desítku postupně snižoval a výkonem 397,5 kg ve trojboji obsadil v soutěži mistrovství světa konečné 8. místo. Nadhoz dokonce vyhrál nejlepším výkonem a ve třetím pokusu poprvé útočil na překonání světového rekordu. Činku se 171,5 kg však prozatím nevyrazil.
V roce 1963 se mělo zářijové mistrovství světa a Evropy pořádat v Praze, ale v dubnu se pořádání organizátoři vzdali kvůli kolizi soutěže s I. ČSSH. V únoru 1963 na soutěži o "Pohár československého sportu" v tělocvičně na Malé Straně zlepšil ve váze 75 kg dvakrát světový rekord v nadhozu. Ve druhém pokusu vzepřel 171,5 kg čímž překonal o 0,5 kg dva roky staré maximum sovětského Rusa Alexandra Kurynova. Ve třetím pokusu potom vylepšil světové maximum o další kilogram na 172,5 kg. V březnu na Velké ceně Moskvy zlepšil světový rekord v nadhozu potřetí na 173,5 kg. Zářijové mistrovství světa a Evropy pořádal za Prahu švédský Stockholm. Před turnajem musel k zubaři se zánětem dásní. Přes tyto komplikace se mu podařilo shodit do své váhové kategorie, ale v první disciplíně tahu výrazně ztratil – na vítěze 20 kg. Po výborném trhu, který vyhrál výkonem 132,5 kg se po dvojboji dělil o třetí místo. Před nadhozem bylo zřejmé, že ztrátu v trojboji na dva vedoucí závodníky Alexandra Kurynova a Maďara Miháje Huszku může smazat pouze v případě, že by jeden z nich nezvedl základní váhu. Oba však úspěšně založili a zbyl mu pouze souboj o třetí místo. V prvním pokusu založil na 165 kg a měl jistou bronzovou medaili v trojboji. Postupnou váhu 167,5 kg vynechal. Na vyšší váhu 170 kg mu zbyl jediný soupeř Japonec Hiroši Jamazaki. Jamazaki činku vzepřel, Zdražila překvapivě nikoliv. Třetí pokus na 170 kg proto takticky vynechal. Postupovalo se na váhu světového rekordu 174 kg. Druhé místo v trojboji nebylo v jeho silách, musel by zvednou váhu +180 kg. Světový rekord ten den nebyl v silách ani jeho ani Japonce Jamazakiho. V nadhozu obsadil až 5. místo a celkově skončil s výkonem 422,5 kg třetí. Když se ho novináři ptali proč neuspěl na váze 170 kg odvětil, možná poprvé veřejně do novin, svoji oblíbenou hlášku „vychladl jsem“. Po mistrovství světa vedení svazu vzpírání v čele s Bedřichem Poulou nečekané sáhlo k výměně reprezentačního trenéra, Václava Peterku nahradil Antonín Drešl. V zákulisí se šuškalo, že za tím stojí špatná komunikace (nekomunikace) mezi Zdražilou a Peterkou.

### Letní olympijské hry 1964
Olympijský rok 1964 pro něho začal motivační zprávou – 15. ledna Viktor Kurencov vylepšil jeho světový rekord v nadhozu na 175 kg. Koncem června v přímé konfrontaci s Kurencovem na mistrovství Evropy v Moskvě s ním prohrál v trojboji o 20 kg. Začátkem září na mezinárodním turnaji v polském Gdaňsku sice před turnajem shodil do své váhové kategorie do 75 kg a v závodě vzepřel v nadhozu 177,5 kg (světový rekord), ale podle pravidel držení světového rekordu musel na převážení. Váha ukázala 400 gramů nadváhu a světový rekord mu nebyl uznán. Zajímavostí je, že jako československý rekord uznán byl. Na olympijské hry v Tokiu odjížděl 13 dní před závodem s osobním výkonem 442,5 kg v trojboji a s reálnou šancí bojovat o zlatou olympijskou medaili. V letadle na trase Praha–Phnompenh-Hongkong-Tokio se s trenérem Antonínem Drešlem vsadil o drahý svetr, že získá zlatou olympijskou medaili. Drešl ho tím psychicky ujišťoval, že mu věří. Po příletu dělala Drešlovi starosti jeho hmotnost – navážil 79 kg. Při shazovaní odpověděl na novinářskou otázku co pro něho znamená vzpírání? stručně: "Dřina a hlad!". Zásadním zjištěním při tréninku bylo, že tyč činky byla velmi poddajná a při samotné soutěži hrála později důležitou roli. Trenér Drešl mu tedy tloukal do hlavy aby činku nezvedal příliš rychle jinak mu zpětným rázem spadne. Pokud by činku zvedl prudce činka by ho svou pružnosti srážela k zemi. To také znamenalo zpomalovat podřep. Celé hodiny tak trávil ve vzpírárně aby si na novou činku (techniku) zvykl. Novinář Antonín Jelínek ve své knize Olympijské Tokio poznamenal "Nevěřil tedy Hans Zdražila ve svou zlatou? A proč ten až nelidský tvrdý trénink ještě v Tokiu? Zastihl jsem ho několikrát v tréninkové hale. Pracoval jako havarijní jeřáb." 14. října ve dvě hodiny ráno středoevropského času v hale Šibuja nastoupil do soutěže v kategorii do 75 kg. V tahu, ve své nejslabší disciplíně, vyrovnal ve druhém pokusu vlastní český rekord výkonem 130 kg. Ve třetím, závěrečném pokusu však 135 kg odolalo a po první disciplíně se dělil s dalšími pěti vzpěrači o šesté místo. V trhu zvedl bez zaváhání první pokus na 130 kg a druhý pokud na 135 kg. Na poslední třetí pokus zůstal v soutěži poslední a přehledem zvedl i 137,5 kg. Jeho největší soupeř sovětský Rus Viktor Kurencov neměl svůj den a po druhé disciplíně byl Zdražila před ním v dvojboji o 2,5 kg. V čele byl Japonec Masuši Óuči s náskokem 7,5 kg o němž se však vědělo, že v nadhozu výrazně ztratí. Prognózy se se naplnily a Japonec skončil v nadhozu na váze 162,5 kg, v době kdy se Zdražila teprve začal připravovat na svůj první pokus. První pokus na 172,5 kg zvedl a ujal se vedení v soutěži. Sovět však dvakrát na 172,5 kg neuspěl – v obou pokusech činku přemístil na hruď ale při výrazu mu poddajnější tyč pokaždé vyklouzla. Při třetím pokusu Kurencov zariskoval, bral všechno nebo nic. Zvýšil váhu na 175 kg a Zdražila takticky váhu vynechal. Asi nikdo tehdy v hale nevěřil, že sovětský reprezentant činku zvedne. Opak byl pravdou, Kurencov činku přemístil, vyrazil nad hlavu a v poměru 2:1 od rozhodčích zapsal 175 kg. Tím se dostal do vedení v olympijském trojboji díky nižší tělesné hmotnosti. Zdražila měl před sebou dva pokusy na váze světového rekordu 177,5 kg. Před prvním pokusem na 177,5 kg se ho Sověti snažili vyvést z koncentrace tzv. "mindgame". Upozornili jury, že má na palcích zakázanou leukoplast a musel si je sundat. Následně přistoupil k čince, přemístil jí, ale ve výrazu neudržel a pustil. Před posledním pokusem využil celý časový limit a po příchodu na pódium získal další minutu, když požádal rozhodčí o výměnu ohnuté tyče. Přistoupil k čince, opět jí úspěšně přemístil a pro tentokrát i zdárně vyrazil. Získal zlatou olympijskou medaili a titul mistra světa se světovým rekordem v nadhozu, který mu byl uznán po převážení. Další den 15. října měla narozeniny jeho manželka, které zlatou olympijskou medaili věnoval. 22. října přistál s dalšími členy výpravy na letišti v Praze. Novinářům tehdy potvrdil definitivní přestup do vyšší váhové kategorie do 82,5 kg.
Trenér Drešl měl z jeho přestupu do vyšší váhové kategorie obavu, jestli psychicky zvládne změnit techniku, jestli si zvykne na jiné zatížení, jiné vypětí. V lednu 1965 při rozhovoru připustil setrvání ve své staré váhové kategorii do 75 kg, protože jeho hmotnost byla stále cca 79 kg. V dubnu proto ještě nastoupil ve váze do 75 kg na Dunajském poháru družstev v Budapešti. V květnu však jeho hmotnost narostla k 80 kg. Před červnovým mistrovství Evropy v bulharské Sofii se tak řešilo zdali nastoupí ve velterové nebo střední váze. Nakonec poprvé na velkém turnaji startoval ve vyšší střední váze do 82,5 kg. Mistrovství Evropy se mu vydařilo nad očekávání, ovládl trh i nadhoz a pouze díky tradičně slabšímu tahu skončil v trojboji druhý za Sovětem Alexandrem Kiďajevem. Začátkem září si však v přípravě na mistrovství světa v Teheránu vážně poranil rameno. Trénovat začal až po měsíci a na mistrovství světa chyběl. Smolný podzim 1965 zakončil v listopadu natrženým úponem stehenního svalu.
V lednu 1966 v rozhovoru s novinářem Kohlmannem řekl, že ho rameno při zvýšené zátěži stále bolí. Doktor Bohumil Eiselt mu vyhrožuje operací, kterou z obavy odkládá. Bolesti jsou nejintenzivnější při jeho nejslabší disciplíně tahu. Na téma tělesná hmotnost řekl, že během nečinnosti přibral na 86 kg a při plném tréninku hmotnost klesá na 84 kg. Rozhovor uzavřel slovy, že na 82 kg se dostane snadno i bez páry a prášků – tím myslel tehdy běžně používaná a zatím nezakázána diuretika. V dubnu se po dlouhé pauze představil na Dunajském poháru družstev ve Vídni. V květnu požádal o přestup z Rudé Hvězdy Praha do Baníku Ostrava. Baník ho zpátky do Ostravy nalákal nové sportovní zařízení v Porubě při SOU Dolu Vítězný únor a na byt v ulici Hornická. V červenci startoval opět ve Vídni na turnaji o Pohár KPÖ Volksstimme. V nadhozu si nechal na činku naložit hodnotu světového rekordu 188,5 kg. Činku přemístil na hrudník, ale při výrazu mu činka sjela z dlaní a při pádu dopadla kotouči na jeho bok. Poraněný kyčelní kloub ho poté dlouho omezoval při dřepování s maximální zátěží. Na říjnovém mistrovství Evropy v Berlíně patřil ke kandidátům na jednu z medailí. V jeho silách bylo při optimální konstelaci 480 kg ve trojboji. Tento výkon by ve finále na první dva sovětského Ukrajince Volodymyra Biljajeva a Maďara Győző Verese nestačil. Třetí místo za 465 kg ve trojboji bylo bráno jako úspěch. Zdražilu pouze mrzely neúspěšné pokusy v nadhozu na 187,5 kg.
V únoru 1967 se svěřil do novin, že s trenérem Drešlem uvažoval o návrat do velterové váhy do 75 kg, ale kvůli vleklým zraněním nebyl schopen udržet váhu pod 80 kg. Ze zranění ho trápil především kyčelní kloub.. Reprezentační sezonu začal tradičně vystoupením na dubnovém Dunajském poháru družstev v Bratislavě. Po zrušení mistrovství světa a Evropy z politických a organizačních důvodů byla hlavním mezinárodním turnajem roku soutěž "Předolympijský týden" v Mexiku. V Mexiku skončil v trojboji třetí za výkon 470 kg. Drešl si zpátky do Ostravy přinesl poznatek, že je nutná delší aklimatizace kvůli řidšímu vzduchu. Problematicky viděl sérii více pokusů za sebou, pokud vzpěrač zůstane v soutěži sám. Během limitu 3 minut nebyl Zdražila schopen se zcela zotavit na další pokus.

### Případ Zdražila I – letní olympijské hry 1968
Do olympijského roku 1968 vstupoval s úkolem zlepšit se v první disciplíně tahu a udržet formu v trhu a tahu. Z kraje roku uvedl do novin: "jako kvalifikovaný mechanik si chci konečně najít místo za 2000 Kčs, abych mohl uživit rodinu. Osobně si dát k jídlu všechno na co mám chuť a co bych potřeboval pro sílu. A aby té síly v Mexiku bylo tolik co v Tokiu, kde stačila na zlatou medaili." Na dubnovém Dunajském poháru družstev vzbudil diskuzi jeho slabší výsledek 440 kg v trojboji. V červnu trenér Antonín Drešl zmínil napjatou situaci v reprezentačním týmu při přípravě na mistrovství Evropy v Leningradě a podmínečné potrestání Zdražili za špatnou životosprávu (kouření a alkohol). Tehdy na soustředění u Těrlické přehrady měl pronést "Jo, kamaráde, ty už si tu cigaretu neodpustíš ani těsně před závoděním. Před lety jsi na sebe býval přísnější". Na mistrovství Evropy zaostal v tahu za vedoucími závodníky o 25 kg a trhu a nadhozu ztrátu na celkové medailové umístění nesmazal. Průměrným výkonem 447,5 kg skončil na 4. místě. Drešl však věřil, že se jako vždycky připraví na vrchol sezony. Na letních soustředěních mu dopřával vlastní tréninkový režim. Zdražila rybařil, pokuřoval a žádal o klid, aby mu ryby braly. V den invaze vojsk Varšavské smlouvy byl na soustředění v Reißecku v rakouských Alpách.
Na říjnových olympijských hrách v Mexiku v úvodní disciplíně tahu mu rozhodčí přísně neuznali třetí pokus na 140 kg a to později ovlivnilo jeho psychiku v dalších disciplínách. V trhu výborným výkonem 147,5 kg ztrátu na zlatou medaili nesnížil. Sověti Volodymyr Biljajev a Boris Selickij byli výkonností mimo dosah zbytku startovního pole. Před poslední disciplínou však byla ve hře bronzová olympijská medaile, o kterou se ucházeli 4 vzpěrači. Východní Němec Karl Arnold ukončil soutěž s výkonem v nadhozu 175 kg. Zdražila vyrazil základní váhu 180 kg, ale podobně úspěšní byli i Polák Norbert Ozimek a držitel světového rekordu v nadhozu Maďar Győző Veres. Postupnou váhu 182,5 kg Zdražila vynechal. Norbert Ozimek na této váze úspěšně ukončil soutěž. Zdražila v tuto chvíli musel na bronzovou medaili vzepřít hodnotu vyšší světového rekordu (+190 kg) – Polák navážil před soutěží méně. Na čince bylo 190 kg. Sovět Biljajev hodnotu světového rekordu nevyrovnal. Zdražila už k čince nenastoupil a ukončil soutěž s jedním úspěšným pokusem na 6. místě. Vychladl, ztratil chuť na činku. Po závodě, ale novinářům sdělil: "bolela mne záda, rameno a koleno, tak jsem toho nechal...". Jeho přístup k závodu zklamal trenéra Antonína Drešla. Drešla mrzelo, že nezabojoval o hratelné 5. místo Němce Arnolda. Novinář Kohlmann poznamenal "Po odchodu z haly Teatro de los Insurgentes jsem viděl duševně deprimovaného člověka, který nedokáže pochopit jak je to možné. Byl přesvědčen, že svojí slabinu tah dokáže zlepšit stejně jako v minulosti. A když se mu to nepodařilo, snad právě z této duševní deprese, začal hledat subjektivní příčiny neúspěchu..."
Drešl už před olympiádou v Mexiku požádal o uvolnění z pozice reprezentačního trenéra pro přepracovanost (dnešní terminologií vyhoření), ale vedení svazu ho přimělo aby dokončil olympijský cyklus. To byl jeden z faktorů proč ho Zdražilovi rozmary začaly po letech iritovat. V kombinaci se stresovým obdobím těsně po okupaci Československa vojsky Varšavské smlouvy, ve své zprávě z olympijské soutěže v Mexiku na Zdražilovi nenechal nit suchou: "Zdražila dělal olympijské výpravě v Mexiku starosti. Odmítl jít na slavnostní zahájení a ukončení olympijských her. Byl jako primabalerína, měnil rozhodnutí, vyžadoval a zase odmítal péči. Velké děcko, rozmazlený, hýčkaný zlatý z Tokia, jednu chvíli sebevědomí po chvíli depresivní. Snažil se omezit svůj nešvar kouření, ale kouří ještě víc než předtím. Neunesl svou slávu, zlobí se, vzteká se, že už není nejlepší." Po této kritice nezbylo představenstvu vzpěračského svazu než pozastavit Zdražilovi činnost v reprezentaci do 30. června 1969. Zdražila kritiku vnímal především jako mstu, za to že nepřivezl medaili. Na otázku proč nešel na slavnostní zahájení odpověděl "vyfasoval jsem příliš velké sako a nechtěl jsem při nástupu vypadat jako kašpar" a na ukončení her nešel, protože zaspal a nikdo ho nevzbudil. Pravdou je, že vzpěrači před odletem do Mexika řešili vážný problém se standardizovanou uniformou. Zdražila dokonce před odletem na svoji přešitou uniformu nadával.

### Případ Zdražila II – návraty do reprezentace
V únoru 1969 po ligovém zápase Ostrava-Bohumín se trenér Antonín Drešl v rozhovoru pro Rudé Právo vyjádřil, že pokud se dá Zdražila dohromady, tak má cestu na zářijové mistrovství světa a Evropy otevřenou. On však už reprezentaci vést nechtěl a navrhoval za sebe Josef Šrotýře. Na toto vyjádření se Zdražila v březnu vzdal reprezentace: "Budu závodit jen za Baník, na reprezentaci jsem už starý. Nemyslím roky, ale délkou závodní činnosti. Cítím se unavený, opotřebovaný." Ke vzpírání se vrátil na podzim v lize za domovský klub Baník. V roce 1970 stále odmítal reprezentovat. V lize startoval ve váze do 90 kg a květnu vylepšil v Bohumíně československý rekord v nadhozu na 180,5 kg. Možnost vrátit se do reprezentace připustil až na podzim a v únoru 1971 ústřední trenérská rada (ÚTR) a předsednictvo vzpěračského svazu schválila jeho žádost o zařazení do reprezentace. Poprvé se v reprezentaci představil po 2,5 letech na dubnovém Dunajském poháru družstev ve váze do 82,5 kg. Na červnovém mistrovství Evropy Sofii však s nejlepším výkonem sezony 455 kg na medaili v trojboji pomýšlet nemohl. V pondělí 21. června se měl dostavit na letiště v Ruzyni a odcestovat s týmem na mistrovství Evropy, jenže nepřijel. Volal, že si nezjistil změnu jízdního řádu a rychlík z Ostravy do Prahy mu ujel. Po námitce proč si nevzal taxík nebo nepřijel dalším vlakem a neletěl dalším letadlem (závodit měl za tři dny) přijel do Prahy s neschopenkou od doktora. V červenci mu byla na základě zprávy trenérské rady pozastavena činnost v reprezentaci do prošetření celé kauzy v září. Při šetření v září trenér Antonín Drešl dále uvedl, že sice byl uveden v neschopnost, ale nadále cvičil jak po příjezdu do Prahy tak později v Ostravě, ke všemu chodil rybařit. Na soustředění v Darkově odmítl trénovat kvůli bolestem v lokti, jehož příčinu nedokázal identifikovat lékař ani zkušený masér. Masér Emil Kielkowski uvedl „Nevím jak je to možné, ale Zdražilův loket vidím jako jeden z dobrých vzpěračských kloubů. Ať hmatám sebecitlivěji, původ jeho bolesti zjistit nemohu.“ Doktor Ctirad Bastl uvedl: „Po vyšetření jsem mu přestal píchat požadovaný prokain (anestetikum). Více by pomohlo, kdyby věřil těm, kdož mají o něho upřímný zájem. A také i více sobě samému.“ Drešl dále na zářijovém zasedání komise navrhl Zdražilu vyloučit z olympijské přípravy pro malé morální vlastnosti neslučitelné s vlastnostmi reprezentanta Československa. Zároveň však dodal, že v případě zlepšení morálních vlastností a zodpovědného přístupu k závodům v domácím prostředí doporučuje znovu projednat Zdražilovo zařazení do reprezentace v roce 1972.
V lednu 1972 byl Zdražila opět zařazen do československé reprezentace. Jeho návrat však neskončil happyendem. V dubnu po Dunajském poháru družstev onemocněl hepatitidou typu B a pro vážné zdravotní problémy byl nucen ukončit sportovní kariéru. Není známo z čeho mohl chytit virus přenášený výhradně pohlavním stykem nebo použitou injekční jehlou, transfuzí. Nabízí se varianta, že během soutěže DP v Budapešti použil použitou jehlu jiného závodníka na umrtvení bolavého místa anestetikem typu prokain. Později pro deník Aha uvedl, že pravděpodobně virus chytil z obstřiku.
Zdražila měl během svého působení v Rudé Hvězdě Praha mezi závodníky a veřejností pověst klidného, vyrovnaného člověka, člověka bez nervů, bez předstartovní trémy. Bývalý reprezentant ve vzpírání Václav Pšenička ml. ho v roce 1964 do novin popsal slovy „Neznám člověka s tak vyrovnanou nervovou soustavou jako je on. Nic ho nevzruší. Nastoupili proti soupeři, který zvedne o 15 kg víc, nerozhází ho to.“ Pro zahraniční tisk byl mužem bez nervů. Opak byl však pravdou. Za usměvavou tváří se skrýval náladový člověk s nekontrolovatelnými výbuchy vzteku. Obzvlášť v situacích, kdy ztrácel sebejistotu. Nejvíc stresující pro něho bylo sledovat ostatní soupeře na pódiu. Trenér Antonín Drešl odpozoroval, že když má úzkosti chodí se svěšenou hlavou, pokuřuje cigaretu a mlčí nebo dokola opakuje jedno, dvě slova. Na olympijských hrách v Tokiu 1964 se před začátkem soutěže v nadhozu dostal po euforii do stavu, který lze přirovnat k transu. Přestal vnímat okolí, dokonce do té míry, že při odchodu z haly nechal tašku s věcmi i s medailí olympijského vítěze a mistra světa v šatně.
Trenér Drešl: Myslím si, že Zdražila byl ojedinělým talentem vzpírání, s rychlým reflexem, silou, vůlí, schopností v pravý okamžik všechno skloubit ve prospěch vrcholového výkonu. Zlatá medaile z OH 1964 je toho samotným důkazem. Neodpustím mu to, že mohl i v dalších letech v úspěších pokračovat. Předpoklady k tomu měl. Po tokijské slávě povolil, zvykl si na méně náročný způsob přípravy. Doma v lize mu stačil, ve světě už ne. Přitom neuměl prohrávat. Vztekal se a zlobil, možná se trochu i bál porážek a přestal si věřit. Za porážky se na nikoho nemůžu zlobit, když do toho dá maximum. Tu Hans ale nedováděl. Moc lituju toho, že došlo až k trestům a vyloučením z reprezentace. Když k sobě nedokázal být přísný sám Zdražila, měli jsme o umět my všichni kolem něho... včas. Při plamínku, ne až při požáru. Zdražilu jako kuřáka, bez maximálního úsilí v přípravě, s víc než zbytečnými přestupky prostě nedokážou dávat za vzor mladým, třebaže by si to Hans za své výsledky zasloužil.
Upřímně trenér Drešl udělal dobře, že přestal krýt přestupky, ale měl to neudělat včas. Zdražila k němu svým způsobem přilnul a následně se cítil jako hozen přes palubu. Zdražila ostatně nebyl sportovcem, na kterého by platily obvyklé zásady, o nichž se u jiných ani nediskutuje. Byl typ sportovce (vzpěrače), který má celý rok poklidnou křivku průměrných výkonů, jejichž vzedmutí přijde na jednu velkou soutěž roku, aby potom zase klesala nebo se při jeho dlouhém odpočinku dokonce vypařila úplně.
Po skončení sportovní kariéry v roce 1974 se věnoval trenérské práci v domovském klubu Baníku a krátce ve středisku vrcholového sportu Vítkovice (VŽKG). V roce 1993 byl vyhlášen nejlepším československým vzpěračem v 20. století.

### Výsledky
| Rok                | Místo                    | Kategorie      | Tah (kg)       | Tah (kg)       | Tah (kg)       | Tah (kg)       | Trh (kg)       | Trh (kg)       | Trh (kg)       | Trh (kg)       | Nadhoz (kg)    | Nadhoz (kg)    | Nadhoz (kg)    | Nadhoz (kg)    | Trojboj (kg)   | P.               |
| Rok                | Místo                    | Kategorie      | 1              | 2              | 3              | P.             | 1              | 2              | 3              | P.             | 1              | 2              | 3              | P.             | Trojboj (kg)   | P.               |
| Olympijské hry     | Olympijské hry           | Olympijské hry | Olympijské hry | Olympijské hry | Olympijské hry | Olympijské hry | Olympijské hry | Olympijské hry | Olympijské hry | Olympijské hry | Olympijské hry | Olympijské hry | Olympijské hry | Olympijské hry | Olympijské hry | Olympijské hry   |
| ------------------ | ------------------------ | -------------- | -------------- | -------------- | -------------- | -------------- | -------------- | -------------- | -------------- | -------------- | -------------- | -------------- | -------------- | -------------- | -------------- | ---------------- |
| 1964               | Tokio, Japonsko          | –75 kg         | 125            | 130            | 132,5          | 10.            | 130            | 135            | 137,5          | 1.             | 172,5          | 177,5          | 177,5          | 1.             | 445            | Zlatá medaile    |
| 1968               | Mexiko, Mexiko           | –82,5 kg       | 135            | 140            | 140            | 17.            | 142,5          | 147,5          | 147,5          | 2.             | 180            | —              | —              | 5.             | 462,5          | 6.               |
| Mistrovství světa  |                          |                |                |                |                |                |                |                |                |                |                |                |                |                |                |                  |
| 1962               | Budapešť, Maďarsko       | –75 kg         | 100            | 107,5          | 107,5          | 16.            |                |                | 125            | 4.             | 160            | 165            | 171,5          | 1.             | 397,5          | 8.               |
| 1963               | Stockholm, Švédsko       | –75 kg         | 120            | 120            | 125            | 14.            |                |                | 132,5          | 1.             | 165            | 170            | 174            | 5.             | 422,5          | Bronzová medaile |
| 1964               | Tokio, Japonsko          | –75 kg         | 125            | 130            | 132,5          | 10.            | 130            | 135            | 137,5          | 1.             | 172,5          | 177,5          | 177,5          | 1.             | 445            | Zlatá medaile    |
| 1966               | Berlín, NDR              | –82,5 kg       | 140            | 145            | 147,5          | 6.             | 137,5          | 142,5          | 142,5          | 2.             | 177,5          | 187,5          | 187,5          | 3.             | 465            | Bronzová medaile |
| 1968               | Mexiko, Mexiko           | –82,5 kg       | 135            | 140            | 140            | 17.            | 142,5          | 147,5          | 147,5          | 2.             | 180            | —              | —              | 5.             | 462,5          | 6.               |
| Mistrovství Evropy |                          |                |                |                |                |                |                |                |                |                |                |                |                |                |                |                  |
| 1962               | Budapešť, Maďarsko       | –75 kg         | 100            | 107,5          | 107,5          | 12.            |                |                | 125            | 3.             | 160            | 165            | 171,5          | 1.             | 397,5          | 7.               |
| 1963               | Stockholm, Švédsko       | –75 kg         | 120            | 120            | 125            | 8.             |                |                | 132,5          | 1.             | 165            | 170            | 174            | 3.             | 422,5          | Bronzová medaile |
| 1964               | Moskva, Sovětský svaz    | –75 kg         |                |                | 127,5          | 4.             |                |                | 130            | 2.             |                |                | 167,5          | 2.             | 425            | Stříbrná medaile |
| 1965               | Sofie, Bulharsko         | –82,5 kg       | 130            | 137,5          | 137,5          | 4.             | 135            | 140            | 142,5          | 1.             | 172,5          | 180            | 187,5          | 1.             | 460            | Stříbrná medaile |
| 1966               | Berlín, NDR              | –82,5 kg       | 140            | 145            | 147,5          | 6.             | 137,5          | 142,5          | 142,5          | 2.             | 177,5          | 187,5          | 187,5          | 3.             | 465            | Bronzová medaile |
| 1968               | Leningrad, Sovětský svaz | –82,5 kg       | 130            | 130            | 130            | 13.            | 135            | 140            | 140            | 2.             | 172,5          | 177,5          | 177,5          | 1.             | 447,5          | 4.               |